# G65.2+5.7
G65.2+5.7 è un esteso resto di supernova visibile nella costellazione del Cigno. Di esso fanno parte alcuni filamenti catalogati con le sigle Sh2-91, Sh2-94 e Sh2-96.

## Osservazione

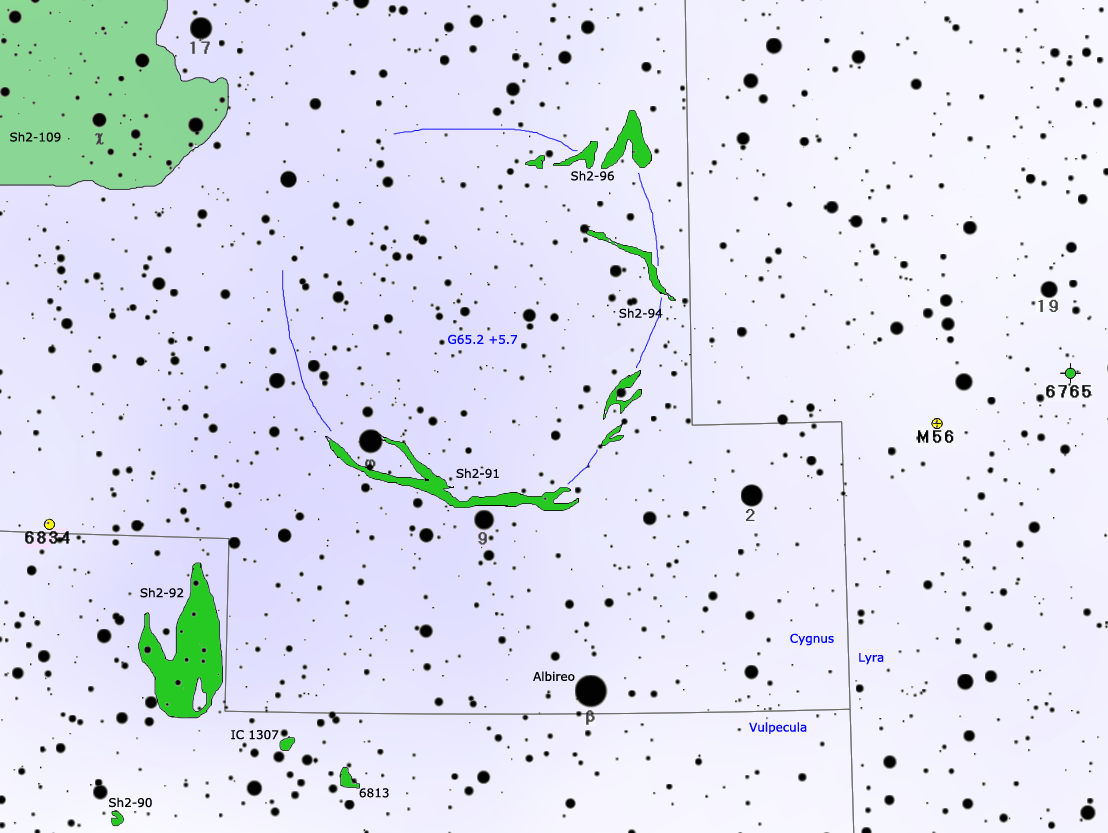
Mappa di G65.2+5.7.

G65.2+5.7 si presenta come una serie di debolissimi filamenti nebulosi, visibili nella parte meridionale del Cigno al confine con la Volpetta; giace in un tratto di Via Lattea particolarmente brillante e ricco di campi stellari. Il filamento maggiore è quello meridionale: esso è catalogato con la sigla Sh2-91 ed è visibile fra le stelle φ Cygni e 9 Cygni, poco a nord della famosa doppia ottica Albireo; la sua lunghezza è di quasi 2°, ma la sua osservazione è resa difficoltosa, anche tramite l'utilizzo di filtri. Gli altri filamenti si estendono a nord e sono di dimensioni inferiori. L'intero oggetto può essere fotografato attraverso uno strumento a grande campo e con l'ausilio di filtri.
Essendo un oggetto situato nell'emisfero celeste settentrionale, la sua osservazione è facilitata dalle regioni dell'emisfero boreale; la sua declinazione non fortemente boreale consente comunque di poter osservare l'oggetto da quasi tutte le aree popolate della Terra. Il periodo migliore per la sua osservazione è compreso fra i mesi di giugno e dicembre.

## Caratteristiche
Si tratta di un esteso resto di supernova dalla bassissima luminosità superficiale, posto alla distanza di circa 800 parsec (2600 anni luce), sul bordo interno del Braccio di Orione a una distanza di poco superiore alla nube molecolare gigante che forma la cosiddetta "Fenditura del Cigno"; il centro del resto si trova a circa 80 parsec in direzione nord rispetto al piano galattico. Secondo gli studi effettuati sulla velocità di espansione della superbolla generatasi dall'esplosione, la stella progenitrice sarebbe esplosa circa 300.000 anni fa; altri studi che prendono in considerazione le osservazioni condotte ai raggi X dal satellite ROSAT hanno indicato un'età molto inferiore, pari a circa 28.000 anni.
La pulsar che costituisce il resto del nucleo della stella non è stata ancora individuata con certezza. Nel 1996 è stata individuata in direzione di G65.2+5.7 la pulsar millisecondo PSR J1931+30; studi sulla sua dispersione hanno però escluso un legame fisico fra la pulsar e il resto di supernova, dal momento che per la prima è stata derivata una distanza di circa 3000 parsec, ossia quattro volte superiore a quella di G65.2+5.7.
Il filamento meridionale di G65.2+5.7 mostra una forte polarizzazione, indice della presenza di un forte campo magnetico; basandosi sui dati ottenuti ai raggi X, questo resto di supernova è stato catalogato come un resto "termale composito". Per altro, con l'eccezione di poche aree, G65.2+5.7 sembra già essere entrata nella fase di raffreddamento.